# Piero Colaprico
Piero Colaprico (Putignano, 8 dicembre 1957) è un giornalista, scrittore e storico italiano.

## Biografia
Laureato in Giurisprudenza alla Statale di Milano, vive nella metropoli lombarda, dove come giornalista si occupa di giustizia e cronaca nera
. Ha coniato il termine Tangentopoli, riferendolo a un sistema di bustarelle e corruzione nel comune di Milano, alcuni mesi prima che lo scandalo del Pio Albergo Trivulzio desse origine al fenomeno noto come Mani pulite.
Come scrittore ha pubblicato alcuni saggi con taglio giornalistico (Duomo Connection, Manager Calibro 9 dedicato alla malavita milanese o Capire tangentopoli - pubblicato nel 1996) "che hanno evidenziato il suo talento di abile indagatore dei crimini metropolitani" e romanzi e racconti gialli .
Ha scritto con Pietro Valpreda i primi tre libri della serie con il maresciallo Binda quale protagonista: Quattro gocce di acqua piovana, La nevicata dell'85 e La primavera dei maimorti. La saga proseguirà con L'estate del Mundial e La quinta stagione, scritti dal solo Colaprico dopo la morte di Valpreda.
Nel 2004 esce La Trilogia della città di M, un romanzo di tre lunghi racconti ambientati a Milano (come i libri della quadrilogia di Binda) con protagonista l'ispettore Bagni. Il libro si aggiudica il Premio Scerbanenco, ex aequo con Sorelle di Barbara Garlaschelli.
È stato caporedattore di Milano per La Repubblica.
Dal 2015 cura la rubrica "Il taglio" sul mensile Scarp de' tenis.

## Opere

### Romanzi
- Sequestro alla milanese, Milano, Baldini & Castoldi, 1992. ISBN 88-85988-18-0.
- Kriminalbar, Milano, Garzanti, 1999. ISBN 88-11-66324-5.
- La donna del campione, Milano, Rizzoli, 2007. ISBN 978-88-17-01575-2.
- Arrivano i NAM, Milano, Corriere della Sera, 2011.
- La strategia del gambero, Milano, Feltrinelli, 2017 ISBN 978-88-07-03263-9.
- Requiem per un killer, Milano, Feltrinelli, 2023

#### Serie con il maresciallo Pietro Binda
1. Quattro gocce di acqua piovana, con Pietro Valpreda, Milano, Tropea, 2001. ISBN 88-438-0253-4.
2. La nevicata dell'85, con Pietro Valpreda, Milano, Tropea, 2001. ISBN 88-438-0309-3.
3. La primavera dei maimorti, con Pietro Valpreda, Milano, Tropea, 2002. ISBN 88-438-0385-9.
4. L'estate del mundial, Milano, Tropea, 2003. ISBN 88-438-0447-2.
5. La quinta stagione, Milano, Rizzoli, 2006. ISBN 88-17-01167-3.
6. Scala C, Milano, Corriere della Sera, 2008.
7. Il fantasma del ponte di ferro, Milano, Rizzoli, 2018 ISBN 978-88-17-10482-1

#### Serie Ispettore Bagni
- La trilogia della città di Milano, Milano, Tropea, 2004. ISBN 88-438-0482-0.
- L'uomo cannone, Milano, Edizioni Ambiente, 2007.
- Anello di piombo. Un'indagine dell'ispettore Bagni ,Milano, Mondadori, 2019.ISBN 9788804717614

### Racconti
Le vie della katana, Feltrinelli, 2024, ISBN 9788807035975. (Raccolta di 30 racconti).

### Saggi
- Duomo connection, con Luca Fazzo, Siena, Sisifo, 1991.
- Piero Colaprico, Luca Fazzo, Manager calibro 9. Vent'anni di malavita a Milano nel racconto del pentito Saverio Morabito, Garzanti, 1995,  p.186, ISBN 88-11-73854-7.
- Capire Tangentopoli. Un manuale per capire, un saggio per riflettere, Milano, Il saggiatore, 1996. ISBN 88-428-0312-X.
- La rivoluzione di Exodus. Idee, fatti e persone delle comunità di don Mazzi, Saronno, Monti, 2003. ISBN 88-8477-089-0.
- Manuale di sopravvivenza per immigrati clandestini. [L'avventura italiana di Joan, immigrato rumeno], Milano, Rizzoli, 2007. ISBN 978-88-17-01975-0.
- Mala storie. Il giallo e il nero della vita metropolitana, Milano, Il saggiatore, 2010. ISBN 978-88-428-1615-7.
- Le cene eleganti, Milano, Feltrinelli, 2011. ISBN 978-88-07-17215-1.

## Premi e riconoscimenti
Nel 2006 gli viene assegnato l'Ambrogino d'oro